# Cyrtopogon laphrides
Cyrtopogon laphrides là một loài ruồi trong họ Asilidae. Cyrtopogon laphrides được Walker miêu tả năm 1851. Loài này phân bố ở miền Ấn Độ - Mã Lai.